# Tátraerdőfalva
Tátraerdőfalva (szlovákul: Tatranská Lesná) üdülőtelepülés, Magastátra város része Szlovákiában, az Eperjesi kerület Poprádi járásában. Mintegy 50 lakosa van.

## Fekvése
A Magas-Tátrában, Ótátrafüredtől 2 km-re északkeletre fekszik.

## Története
Első családi panziói 1927-ben épültek, a Jurecky-szanatórium 1930-ban épült fel. Ekkor kapta nevét, mivel Felsőerdőfalvához tartozott. 1947-ben Tátralomnichoz csatolták, 1999 óta pedig Magastátra város része. Lakossága főleg a tátrai idegenforgalomból él.
A település a gyermeküdültetés tátrai központja. Ma több panzió, üdülő és erdei iskola van itt.

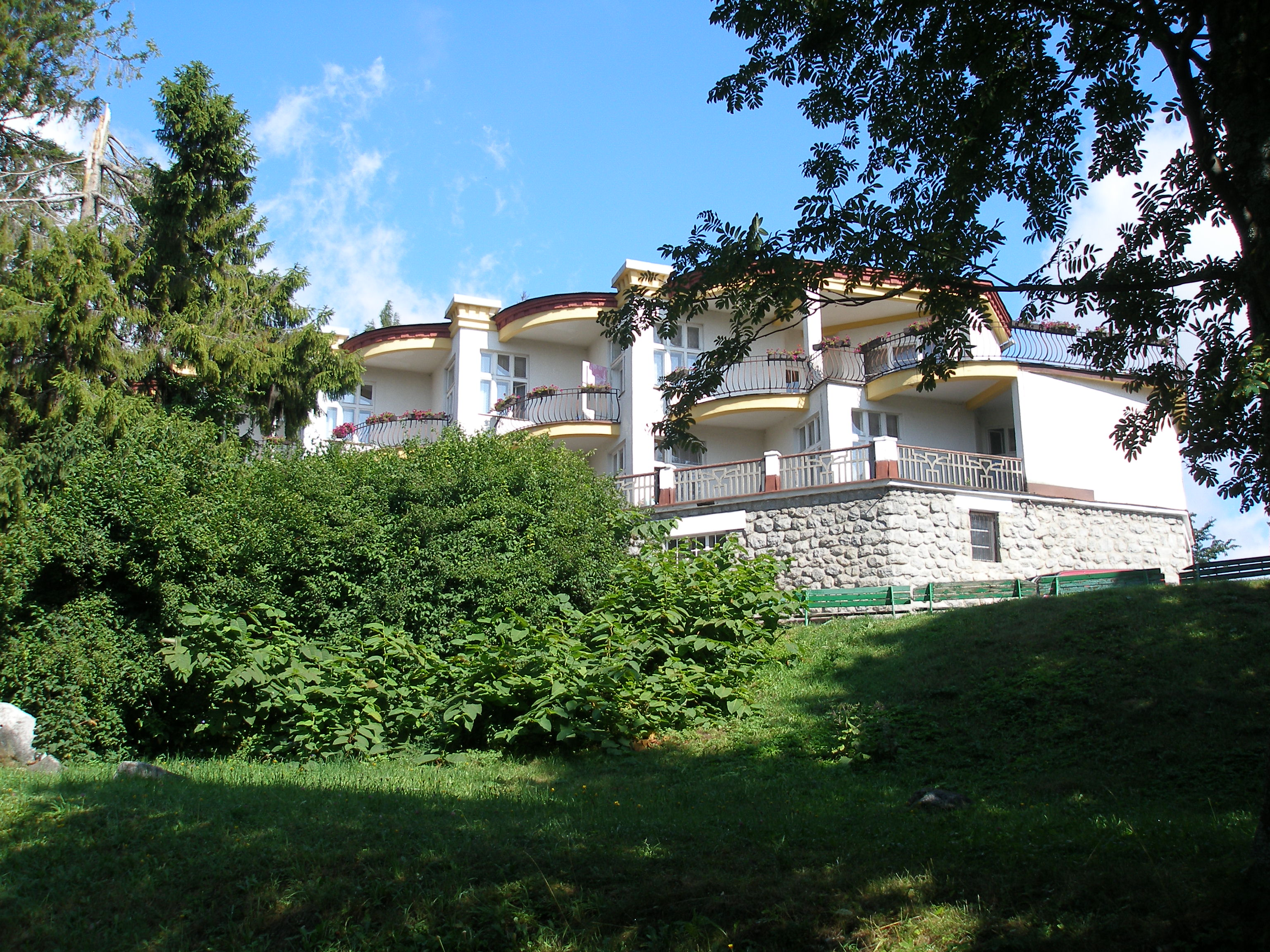
Tátraerdőfalva

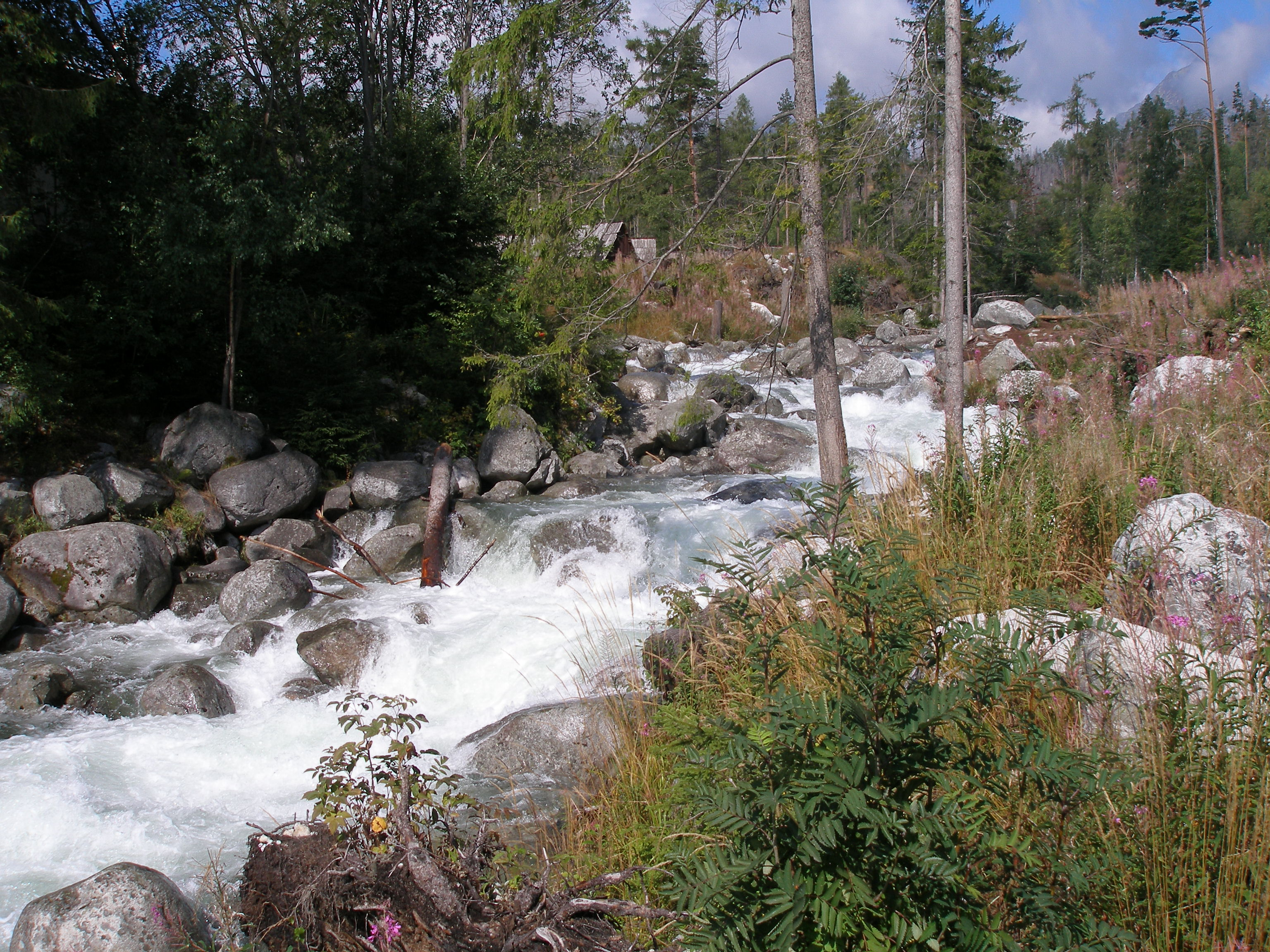
Tátraerdőfalva

## Külső hivatkozások
- A település a Magas-Tátra turisztikai oldalán
- A település a Tátrai Nemzeti park honlapján
- Tátraerdőfalva a térképen